# Мельничук, Андрей Фёдорович
Андре́й Фёдорович Мельничу́к (3 января 1954, г. Корсаков Сахалинской области — 29 марта 2019, Пермь) — российский археолог и историк, автор работ, посвящённых древней и новой истории Пермского края. Кандидат исторических наук (2007), доцент ПГНИУ. Исследовал ряд археологических памятников Среднего Приуралья.

## Биография
В 1979 году окончил исторический факультет Пермского государственного университета, в котором впоследствии занимал должность старшего преподавателя, затем доцента Архивная копия от 4 марта 2016 на Wayback Machine кафедры древней и новой истории России. С 1995 по 2001 год — руководитель Камской археологической экспедиции. С 2001 года был научным консультантом Камской археологической экспедиции. Одно время входил в состав Учёного совета Пермского краевого музея.
Андрей Фёдорович — автор более 100 статей, посвященных проблемам археологии разных периодов древней истории Пермского края, биографиям местных археологов. Он исследовал ряд памятников древней истории Среднего Приуралья:.
- стоянка Горная Талица;
- поселение Огурдино;
- стоянка Новожилово;
- стоянка Чашкинское озеро IV;
- жертвенное место у Писаного камня на реке Вишере;
- Гремячинское святилище;
- Гляденовское городище (костище);
- Мокинский могильник.
- Деменковский могильник
- Городище Сёминское

Под патронажем Мельничука проводились исследования памятников позднего средневековья и нового времени в городах Пермь, Березники, Соликамск, Чердынь, Кунгур, строгановские поселения в Прикамье, поздние некрополи XVI—XVIII веков.
В мае 2003 года Камской археологической экспедицией (консультант Мельничук) было исследовано древнейшее поселение на территории исторического центра Перми — палеолитическая стоянка Егошиха, существовавшая здесь в 15—12 тысячелетиях до нашей эры, близ впадения речки Стикс в речку Егошиху. Было собрано несколько тысяч разнообразных каменных орудий, по которым установлено, что обитатели стоянки охотились на благородных оленей и лошадей-мустангов.

## Публикации

### Книги и брошюры
- Белавин А. М., Бординских Г.А, Мельничук А. Ф. Археологические памятники Соликамского района. Каталог. Соликамск, 1989;
- Памятники археологии и архитектуры Березниковского-Усольского района (в соавт.). — Усолье, 1994.
- Нижний Чусовской Городок: Каталог археологической коллекции (в соавт.). — Ильинский, 1994.
- Гляденовское костище (Из собраний Пермского областного краеведческого музея): Каталог (в соавт.). — Пермь, 1997—1999. Вып. 3—4.
- Головчанский Г. П., Мельничук А. Ф. Строгановские городки, острожки, сёла. — Пермь, 2005. ISBN 5938240557.
- Города-заводы : научно-популярный сборник / научн. ред. Г. Н. Чагин. — Пермь : Книжный мир, 2011. — 583 с. — (По городам и весям Прикамья : в 5 т. ; т. 5). — 1000 экз. — ISBN 978-5-905550-02-7. (в соавторстве).
- Пермь от основания до наших дней. 1723—2018: исторические очерки. — Пермь: Пушка, 2018. — 3-е изд. испр. и доп. — 528 с. — ISBN 978-5-9909808-0-8 (в соавт. с А. М. Белавиным, Г. Д. Канторовичем, М. Г. Нечаевым и Г. Д. Селяниновой).

### Статьи
- Неолитическая стоянка Чашкинское озеро VI (в соавт.) // Проблемы изучения каменного века Волго-Камья. — Ижевск, 1984.
- Стоянка Горная Талица на р. Чусовой и проблема раннего мезолита в Прикамье (в соавт.) // Проблемы изучения древней истории Удмуртии. — Ижевск, 1987.
- Косинская I стоянка — памятник позднего мезолита в Прикамье // Проблемы изучения древней истории Удмуртии. — Ижевск, 1987.
- Новые материалы Огурдинского мезолитического поселения // Советская археология. — 1989. — № 4.
- О памятниках борского типа в Прикамье // Энеолит лесного Урала и Поволжья. — Ижевск, 1999.
- Опыт археологического исследования уральского города XVIII — первой половины XIX века (Егошихинский завод — губернская Пермь) (в соавт.) // Историко-культурное наследие городов и заводских поселений Урала. — Пермь, 1995.
- Лычагина Е. Л., Выборнов А. А., Васильева И. Н., Мельничук А. Ф., Кулькова М. А. Новые данные о периодизации и хронологии новоильинских, гаринских и борских памятников Прикамья // Вестник Пермского университета. — 2019. — № 1. — С. 34—47.